# Кампо-Турес
Кампо-Турес или Занд-ин-Тауферс (нем. Sand in Taufers, итал. Campo Tures) — коммуна в Италии, располагается в регионе Трентино — Альто-Адидже, в провинции Больцано.
Население составляет 5267 человек (на 2010 год), плотность населения составляет 32 чел./км². Занимает площадь 164 км². Почтовый индекс — 39032. Телефонный код — 0474.
Покровительницей коммуны почитается Пресвятая Богородица. Её Успение особо празднуется 15 августа.
Главная достопримечательность коммуны — замок Турес (Тауферс).